# Chilostoma ziegleri
Chilostoma ziegleri es una especie de molusco gasterópodo pulmonado terrestre de la familia Helicidae.

## Distribución geográfica
Es endémica de Austria.